# Юкалов, Юрий Алексеевич
Ю́рий Алексе́евич Юка́лов (27 ноября 1932 — 20 июня 2003) — советский, российский дипломат. Чрезвычайный и полномочный посол.

## Биография
Окончил Московский государственный институт международных отношений в 1956 году.
- В 1956—1961 годах — сотрудник посольства СССР в Судане.
- В 1961—1964 годах — сотрудник центрального аппарата МИД СССР.
- В 1964—1966 годах — сотрудник посольства СССР в Кении.
- В 1966—1970 годах — референт I Африканского отдела МИД СССР.
- В 1970—1974 годах — советник посольства СССР в Танзании.
- В 1974—1980 годах — на ответственной работе в центральном аппарате МИД СССР.
- С 2 апреля 1980 по 8 июля 1985 года — чрезвычайный и полномочный посол СССР в Танзании[1].
- В 1985—1989 годах — заведующий II Африканским отделом, начальник Управления стран Африки МИД СССР.
- С 13 сентября 1990 по 8 августа 1996 года — чрезвычайный и полномочный посол СССР, затем России в Зимбабве[2][3].
- С 30 ноября 1994 по 8 августа 1996 года — первый российский посол в Малави по совместительству[4].
- С 3 сентября 1996 года — посол по особым поручениям, полномочный представитель президента Российской Федерации в переговорном процессе политического урегулирования конфликта в Нагорном Карабахе[5].

## Семья
Вдова — Валентина Васильевна Юкалова (род. 1932). Дочь — Екатерина Юрьевна Гордиенко (род. 1961).